# Vischongo (distrito)
Vischongo é um distrito do peru, departamento de Ayacucho, localizada na província de Vilcas Huamán.

## Transporte
O distrito de Vischongo é servido pela seguinte rodovia:
- AY-103, que liga a cidade de San Salvador de Quije ao distrito de Los Morochucos
- PE-3S, que liga o distrito de La Oroya à Ponte Desaguadero (Fronteira Bolívia-Peru) - e a rodovia boliviana Ruta 1 - no distrito de Desaguadero (Região de Puno) [1][2][3]